# Cuyo
Cuyo (Bayan ng Cuyo) är en kommun i Filippinerna. Kommunen tillhör provinsen Palawan och ligger på ön med samma namn. Folkmängden uppgår till 18 257 invånare.

## Bildgalleri

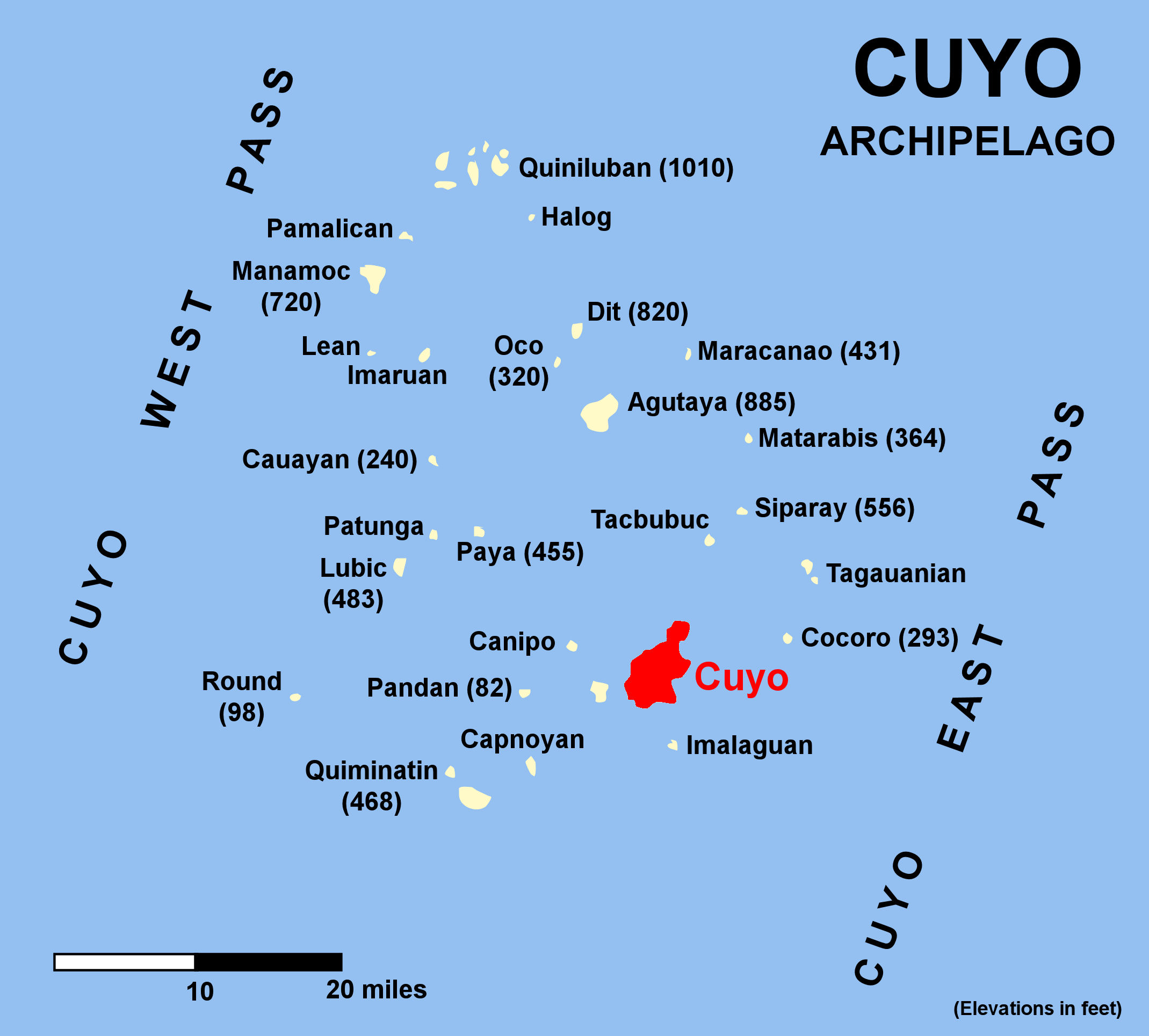
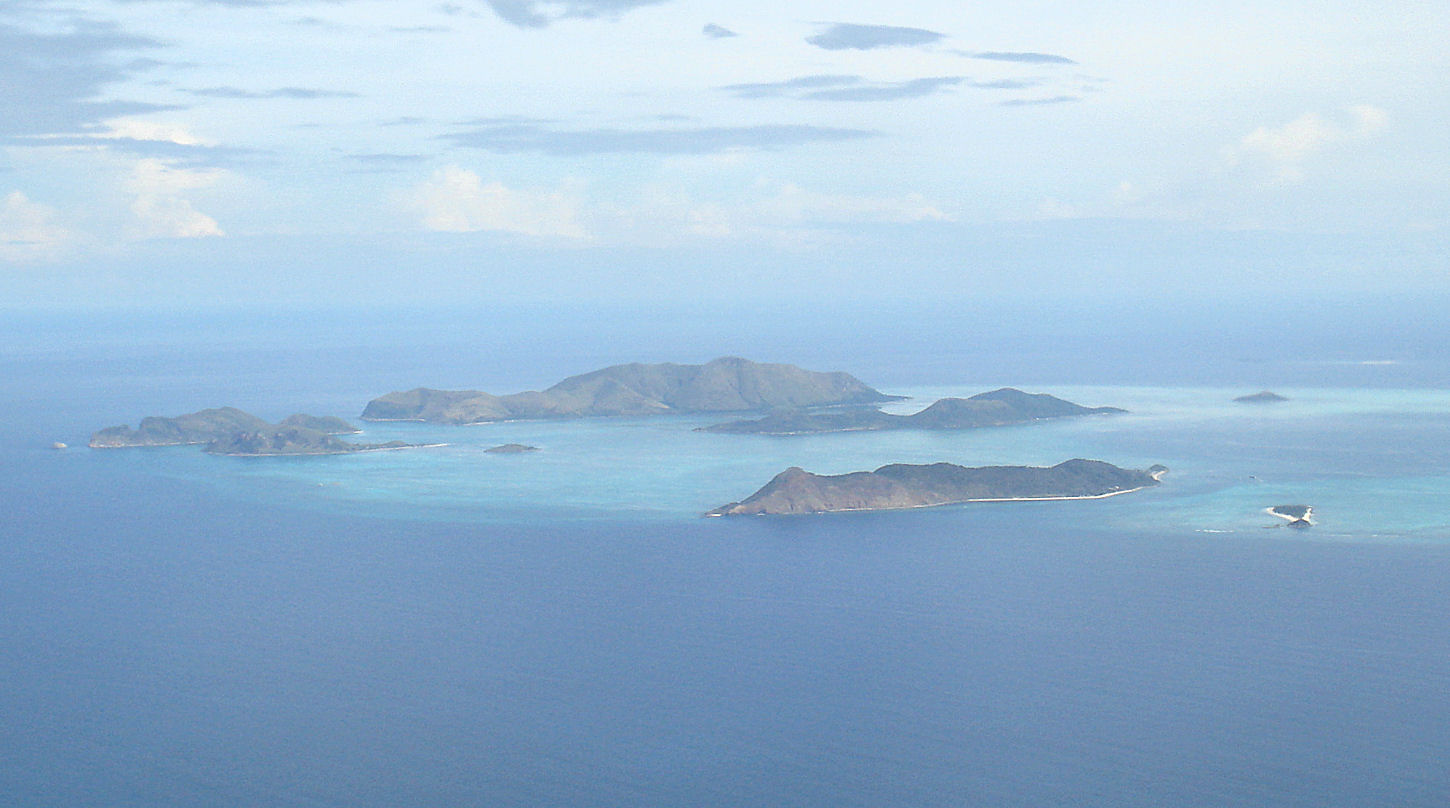

## Barangayer
Cuyo är indelat i 17 barangayer.
| - Balading - Bangcal (Pob.) - Cabigsing (Pob.) - Caburian - Caponayan - Catadman (Pob.) - Funda - Lagaoriao (Pob.) - Lubid | - Manamoc - Maringian - Lungsod (Pob.) - Pawa - San Carlos - Suba - Tenga-tenga (Pob.) - Tocadan (Pob.) |